# Bernhard Flaschberger (Nordischer Kombinierer)
Bernhard Flaschberger (* 6. Juli 1996) ist ein ehemaliger österreichischer Skilangläufer und Nordischer Kombinierer.

## Karriere
Nach Einsätzen in Continental- und Alpencup ab Ende 2010 nahm Flaschberger an der Nordischen Junioren-Ski-WM 2014 teil. In den Einzelrennen erreichte er die Plätze fünf und zwölf, zusammen mit Martin Fritz, Fabian Steindl und Philipp Orter gewann Bernhard Flaschberger Gold im Mannschaftsbewerb.
Zu Beginn der Weltcup-Saison 2014/15 stand Flaschberger erstmals im österreichischen Weltcup-Aufgebot, sein erstes Weltcuprennen beendete er nach starker Laufleistung auf dem 14. Platz. Tags darauf startete er zusammen mit dem fast 20 Jahre älteren Christoph Bieler im Teamsprint und belegte unter 23 Mannschaften Rang 5. Bei seinen folgenden Weltcupeinsätzen blieb Flaschberger ohne Punkte, dafür verlief die  Junioren-WM 2015 erfolgreich. Nach den Platzierungen vier und zehn in den Einzelwettkämpfen gewann er wie ein Jahr zuvor Gold mit der österreichischen Mannschaft.
Bei der Junioren-WM 2016 in Rasnov siegte er sowohl in der Einzelkonkurrenz am 23. Februar als auch dem Teambewerb am 26. Februar in der Nordischen Kombination. Im Einzelbewerb war er nach dem Springen nur auf Rang 8 mit einem Rückstand von 49 Sekunden auf Kristjan Ilves gelegen, im Endklassement hatte er 59,6 Sekunden Vorsprung auf den Zweitplatzierten Vinzenz Geiger (dieser war nach dem Springen auf Rang 4 mit 22 Sekunden Rückstand platziert gewesen).
Flaschberger gab im Januar 2019 sein Karriereende in der Nordischen Kombination bekannt.
Daraufhin nahm er an Skilanglaufrennen teil. Dabei errang er im Februar 2019 den dritten Platz beim Gsieser-Tal-Lauf. Im Sommer 2019 siegte Flaschberger beim Climb the Goas und wurde damit österreichischer Meister im Skiroller über 9 km. Im Dezember 2019 erreichte er mit dem zweiten Platz über 15 km Freistil bei der US Super Tour in Sun Valley seine erste Podestplatzierung im Skilanglauf-Continental-Cup. Seine einzigen Weltcuprennen lief er im Dezember 2020 und im Dezember 2021 in Davos, welche er auf dem 52. Platz und den 59. Platz über 15 km Freistil beendete. Er wohnt in St. Veit im Pongau und gehört dem dortigen Klub TSU St. Veit an.

## Erfolge

### Siege im Continental Cup
| Nr. | Datum            | Ort           | Disziplin   |
| --- | ---------------- | ------------- | ----------- |
| 1.  | 28. Februar 2015 | Ruka          | Gundersen   |
| 2.  | 7. Februar 2016  | Planica       | Gundersen   |
| 3.  | 12. Januar 2018  | Ruka          | Gundersen   |
| 4.  | 10. März 2018    | Nischni Tagil | Massenstart |